# Glucagonoom
Een glucagonoom is een zeldzame tumor van de alfacellen van de alvleesklier die ervoor zorgt dat het hormoon glucagon in overmatige hoeveelheden vrij komt. Glucagonomen worden doorgaans geassocieerd met glucagonoomsyndroom hoewel vergelijkbare symptomen zonder dat er sprake is van een glucagonoom ook voorkomen: het pseudoglucagonoomsyndroom.
Een glucagonoom gaat vaak gepaard met diabetes mellitus, gewichtsverlies en erythema necroticans migrans (karakteristieke huiduitslag).

## Diagnose
Sterk verhoogde glucagonconcentraties (> 200 pmol/L) en niet onderdrukte glucagonconcentraties tijdens een orale glucose tolerantietest bevestigen de diagnose.
Licht verhoogde glucagonconcentraties worden onder andere ook gevonden bij het syndroom van Cushing, diabetische ketoacidose, trauma, sepsis en andere neuro-endocriene tumoren.